# Бунбуй
Бунбуй — село в Чунском районе Иркутской области России. Административный центр Бунбуйского сельского поселения.

## География
Село находится на расстоянии примерно 51 км к северо-западу от Чунского, административного центра района.

## Население
| 2002 | 2010 | 2011 | 2012 |
| ---- | ---- | ---- | ---- |
| 467  | ↘405 | ↘402 | ↘393 |

### Половой состав
По данным Всероссийской переписи, в 2010 году в селе проживало 405 человек (189 мужчин и 216 женщин).

## Улицы
| - ул. Береговая, - ул. Лесная, - ул. Молодёжная, - ул. Новая, - ул. Советская. |